# Esperantista
Un esperantista es una persona que habla o promueve el uso del idioma internacional esperanto. Etimológicamente, un esperantista es alguien que alberga esperanza. Aunque las definiciones para esperantista puedan variar, según la Declaración de Boulogne un esperantista es alguien que sabe y usa el esperanto para algún fin. 
Un esperantista también puede ser alguien que participa en la cultura esperantista, o que apoya o estudia la misma de una u otra forma. En ocasiones se ha intentado hacer la diferencia entre esperantista como la persona que apoya la idea del esperanto, y esperantófono como quien lo habla, independiente de sus motivaciones, pero esta distinción no ha enraizado en castellano.

## Lista de esperantistas famosos

### Esperantistas importantes
- Ludwik Lejzer Zamenhof (1859-1917), médico oftalmólogo y escritor polaco, creador del esperanto.
- William Auld (1924-2006), poeta y profesor esperantista escocés, candidato al Premio Nobel de Literatura entre 1999 y 2006.
- Kazimierz Bein, "Kabe" (1872-1959), famoso oftalmólogo, médico, escritor, traductor y activista esperantista que súbitamente dejó el movimiento esperantista.
- Frederic Pujulà i Vallès (1877-1962), publicista, escritor, dramaturgo, y pionero del esperanto en Cataluña y escritor en catalán.
- Émile Boirac (1851-1917), escritor, filósofo y psicólogo francés y primer presidente del comité lingüístico esperantista (posterior "Akademio de Esperanto")
- Eugenio Lanti (1879-1947), lexicógrafo francés, principal organizador del esperantismo obrero.
- Claude Piron (1931-2008), psicólogo, lingüista, ensayista, traductor esperantista y escritor suizo.
- John C. Wells (1939-), fonético británico y profesor de esperanto.
- Antoni Grabowski (1857-1921), ingeniero químico polaco y padre de la poesía en esperanto.
- Sándor Szathmári (1897-1974), escritor e ingeniero mecánico húngaro, figura líder de la literatura en esperanto.
- Boris Kolker (1939-), profesor, traductor erudito esperantista ruso y miembro clave de la Akademio de Esperanto
- Fernando de Diego (1919-2005), periodista y filólogo español, considerado uno de los principales traductores de obras de literatura en español al esperanto. Miembro de honor de la UEA, es autor del "Gran Diccionario Español-Esperanto".

### Políticos
- Franz Jonas (1899-1974), presidente de la República de Austria.
- Josip Broz Tito (1892-1980), jefe de Estado de Yugoslavia, aprendió esperanto durante congresos internacionales.[2]
- Richard Bartholdt (1855-1932), periodista, y político republicano, representante de Misuri en los Estados Unidos de América.
- Kevin Baugh (1963-), presidente de la República de Molossia.
- Małgorzata Handzlik (1965-), profesora, escritora, cantante y publicista polaca, miembro del parlamento europeo desde 2004.
- Julio Mangada (1877-1946), militar español, líder de la Columna Mangada durante la Guerra Civil.
- Emilio Herrera (1879-1967), militar y científico español, presidente del Gobierno de la República española en el exilio.
- Francisco Azorín (1885-1975), arquitecto y diputado socialista durante la II República Española
- Cayetano Redondo (1888-1940), tipógrafo, periodista y alcalde de Madrid durante la guerra civil española.
- Blas Infante (1885-1936), ensayista, notario y político nacionalista andaluz, considerado como "Padre de la Patria Andaluza"
- Taiji Yamaga (1892-1970), anarquista japonés.

### Escritores
- Marjorie Boulton (1924-2017), escritora y poeta británica. Escribía en inglés y esperanto.
- Ba Jin (1904-2005), prolífico novelista chino y miembro de la Asociación China de Escritores.
- Jules Verne (1828-1905), célebre escritor de aventuras y ciencia ficción francés, incorporó el esperanto a su última obra inacabada.
- León Tolstói (1828-1910), escritor y filósofo ruso, quien dijo haber aprendido a escribir esperanto en dos horas de estudio.
- Julio Baghy (1891-1967), poeta y actor húngaro, miembro de la Academia de Esperanto e impulsor del movimiento esperantista.
- Henri Barbusse (1873-1935), escritor y periodista francés, presidente honorario del primer congreso de la SAT(Sennacieca Asocio Tutmonda)
- Ludwig Renn (1889-1979), escritor en alemán, y comandante de las Brigadas Internacionales durante la guerra civil española.
- Edmond Privat (1889-1962), autor suizo, periodista, profesor universitario, diplomático, activista del movimiento.
- Nikolái Nekrásov (1821-1877), escritor esperantista ruso, traductor, poeta y crítico.
- Vladímir Varankin (1902-1938), escritor y profesor de historia ruso.
- Gerrit Berveling (1944-), poeta esperantista holandés, traductor y editor de revista literaria, Fonto.
- Jorge Camacho Cordón (1966-), escritor esperantista español.
- Cezaro Rossetti (1901-1950), escritor esperantista escocés.
- Hector Hodler (1887-1920), periodista suizo, traductor, organizador, y filántropo.
- Kálmán Kalocsay (1891-1976), cirujano húngaro, poeta, traductor, y editor.
- Marjorie Boulton, autor y poeta británico; investigador y escritor.
- Georges Lagrange (1928-2004), escritor esperantista francés, miembro de la academia de esperanto.
- Þórbergur Þórðarson (1889-1974), escritor islandés.
- Tron Øgrim (1947-2007), periodista, autor y político noruego.
- Harry Harrison (1925-2012), escritor de ciencia ficción.
- Kenji Miyazawa (1896-1933), poeta, escritor y profesor japonés.

### Científicos
- Leonardo Torres Quevedo (1852-1936), ingeniero, matemático e inventor español.
- Dr. Carlos Cortezo (1850-1933), médico y ministro español.
- José Revilla Haya (1864-1955), ingeniero y geólogo español.
- Ricardo Codorníu y Stárico (1846-1923), padre de la ingeniería forestal española
- Bertalan Farkas (1949-), piloto y cosmonauta húngaro.
- Daniel Bovet (1907-1992), farmacólogo italiano y ganador del Premio Nobel de Medicina en 1957, aprendió esperanto como primer idioma.
- Reinhard Selten (1930-2006), economista alemán y ganador del Premio Nobel de Economía en 1994, por su trabajo en la teoría de juegos. Es autor de dos libros en esperanto sobre este tema.
- Yrjö Väisälä (1891-1971), astrónomo finlandés, descubrió los asteroides 1421 Esperanto y 1462 Zamenhof.

### Religiosos
- Maximiliano Kolbe (1894-1941), santo católico polaco y miembro de la orden de los Franciscanos conventuales. Fue martirizado en el campo de concentración de Auschwitz.
- Titus Brandsma (1881-1942), beato católico neerlandés, miembro de orden de los carmelitas y activo opositor al nazismo. Murió en el Campo de concentración de Dachau.
- Juan Pablo II (1920-2005), papa de la Iglesia católica entre 1978 y 2005, quien dio varios discursos usando el esperanto a lo largo de su vida.

### Otros
- Onisaburo Deguchi (1871-1948), una de las principales figuras del movimiento religioso japonés Ōmoto.
- George Soros (1930-), millonario y filántropo estadounidense de origen húngaro. Su padre, Tivadar Soros, fue un editor en esperanto.
- Alfred Fried (1864-1921), periodista, pacifista austríaco, Premio Nobel de la Paz y autor de un libro de texto en esperanto.
- Las hermanas Susan, Judit y Sofia Polgar, ajedrecistas de altísimo nivel, que fueron educadas por su padre László Polgár, profesor húngaro, mediante un método propio que incluía el aprendizaje de esperanto desde niñas.
- Jan Fethke (1903-1980), director de cine polaco.
- David Gaines (1961-), compositor de música clásica contemporánea de nacionalidad estadounidense.
- Petr Ginz (1928-1944), joven esperantista que escribió un diccionario esperanto-checo pero que posteriormente murió en un campo de concentración con 16 años. Su dibujo de la luna se llevó a bordo del Transbordador Espacial Columbia. Su diario, originalmente en checo, está traducido al español, catalán, esperanto e inglés.